# Hesketh 308C
Pour les articles homonymes, voir Hesketh 308 et Hesketh (homonymie).
Chronologie des modèles (1975)
Hesketh 308 Hesketh 308D
La Hesketh 308C est une monoplace de Formule 1 engagée par l'écurie Hesketh Racing en 1975.

## Historique
La Hesketh 308C est pilotée par James Hunt lors d'un Grand Prix hors-championnat du monde, en France, et lors des deux dernières manches du championnat où elle court aux côtés de la 308 de Brett Lunger. Plus petite que la 308, la 308C dispose d'une suspension avant en caoutchouc mais la voiture n'est pas très performante et reste difficile à mettre au point.
Cependant, James Hunt marque quelques points avec cette voiture grâce à une cinquième place en Italie et une quatrième place aux États-Unis.

## Résultats en championnat du monde
| Saison | Écurie         | Moteur               | Pneumatiques | Pilotes    | Courses | Courses | Courses | Courses | Courses | Courses | Courses | Courses | Courses | Courses | Courses | Courses | Courses | Courses | Points inscrits | Classement |
| Saison | Écurie         | Moteur               | Pneumatiques | Pilotes    | 1       | 2       | 3       | 4       | 5       | 6       | 7       | 8       | 9       | 10      | 11      | 12      | 13      | 14      | Points inscrits | Classement |
| ------ | -------------- | -------------------- | ------------ | ---------- | ------- | ------- | ------- | ------- | ------- | ------- | ------- | ------- | ------- | ------- | ------- | ------- | ------- | ------- | --------------- | ---------- |
| 1975   | Hesketh Racing | Ford-Cosworth DFV V8 | Goodyear     |            | ARG     | BRÉ     | AFS     | ESP     | MON     | BEL     | SUÈ     | P-B     | FRA     | GBR     | ALL     | AUT     | ITA     | USA     | 33              | 4e         |
| 1975   | Hesketh Racing | Ford-Cosworth DFV V8 | Goodyear     | James Hunt |         |         |         |         |         |         |         |         |         |         |         |         | 5e      | 4e      | 33              | 4e         |

Légende : ici
- 28 points ont été marqués avec la Hesketh 308 en 1975.